# 来迎寺 (白井市)
来迎寺（らいこうじ）は、千葉県白井市折立にある天台宗延暦寺派の寺院。

## 歴史
この寺は、鎌倉時代の承久年間(1219年-1222年)に開基されたと伝えられる。

## 文化財
- 白井市指定文化財
  - 仏像群
- 木造阿弥陀如来坐像
- 木造不動明王
- 木造毘沙門天立像

これらは鎌倉時代後期の作。
- 木造閻魔王坐像
- 木造奪衣婆坐像

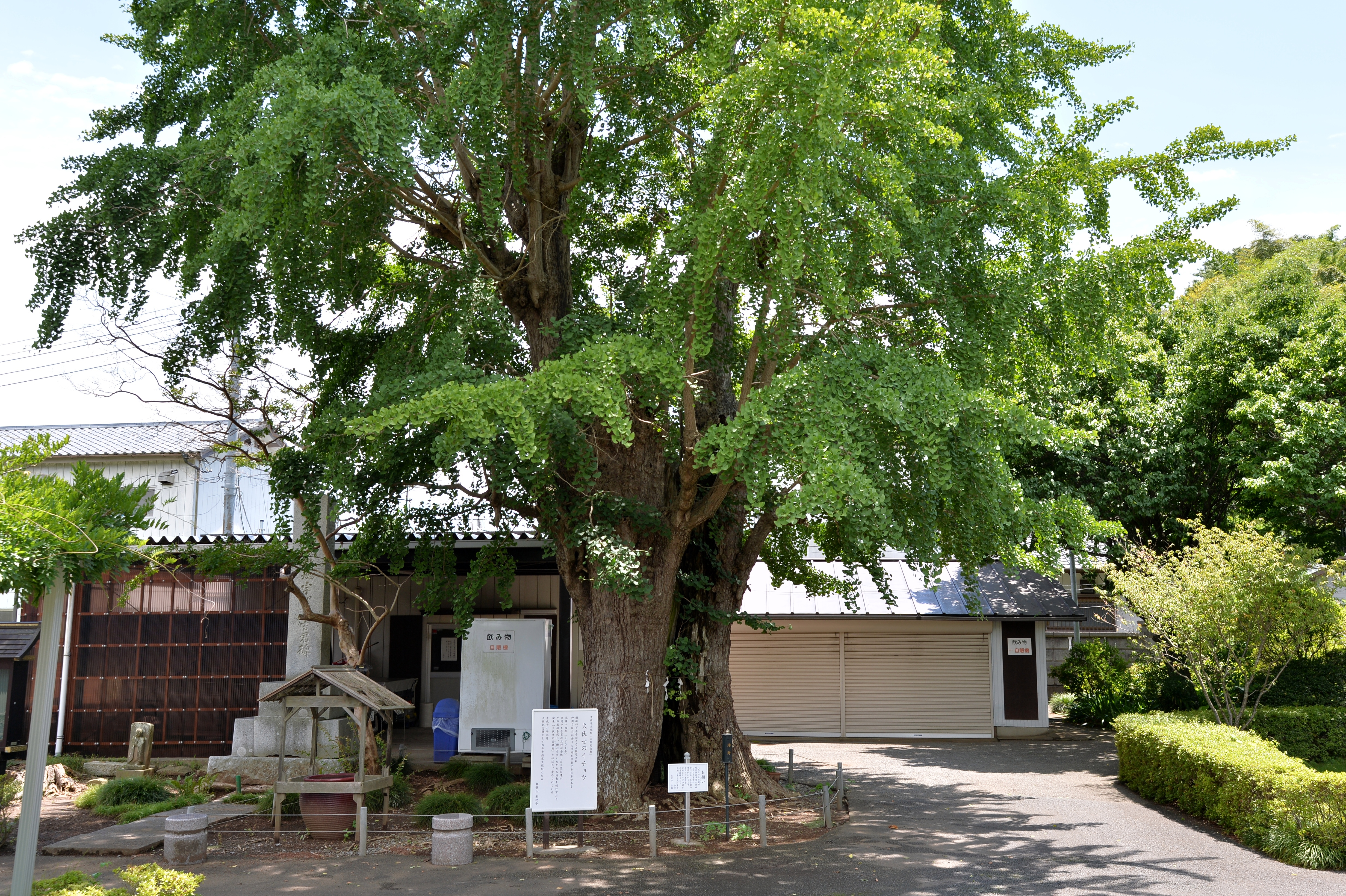
火伏せの大イチョウ（白井市指定文化財〈天然記念物〉）

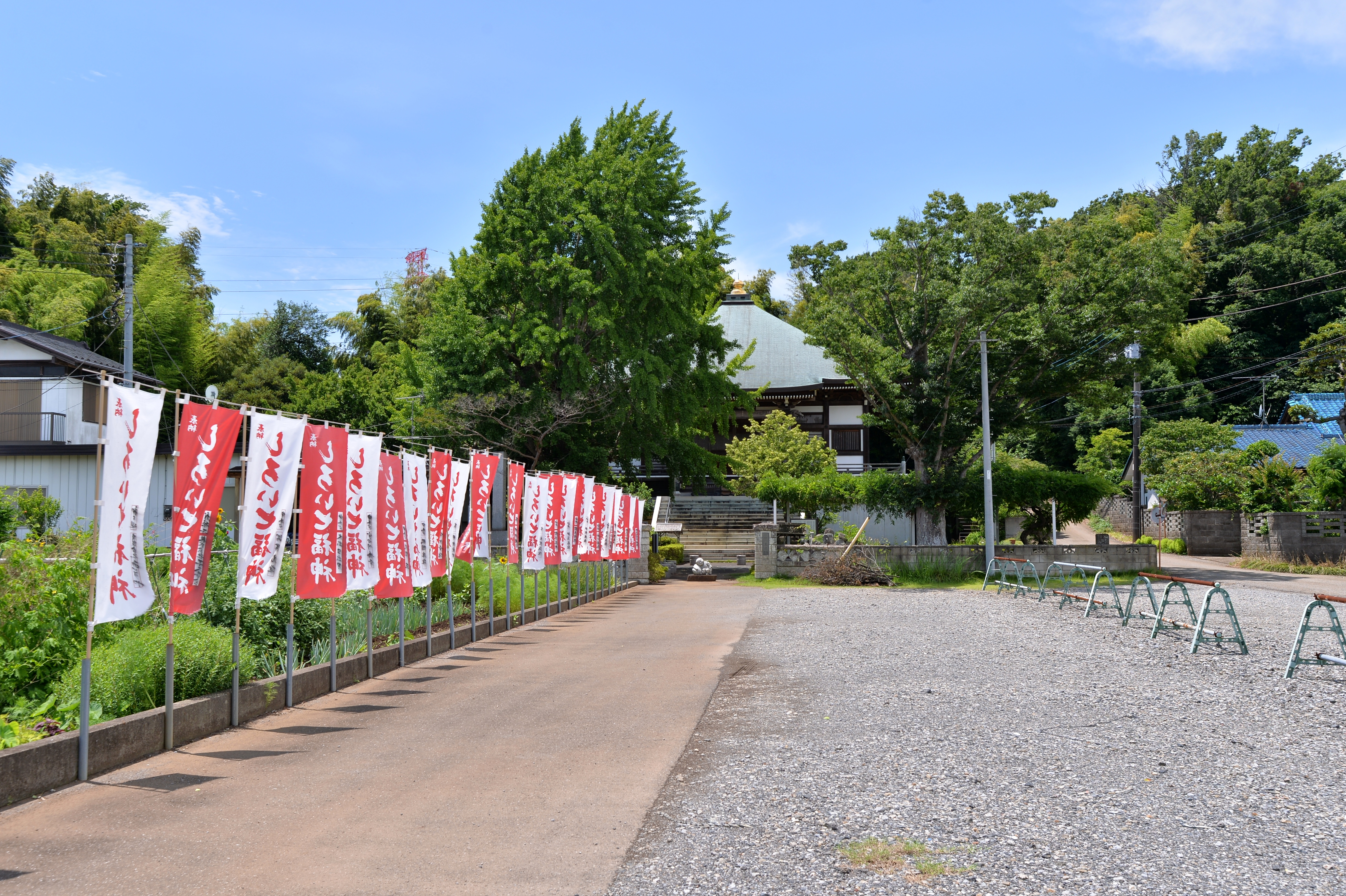
駐車場から見た参道

これらはもともと市川市八幡にある法漸寺という寺に安置されていた。
しかし損失を恐れた当寺14代住職がこの寺に移したといわれている。
これらは江戸時代後期の作。
江戸末期に成田山新勝寺にある仏像を手がけた松本良山という仏師によって修理されている。
- 白井市指定天然記念物
  - 来迎寺の公孫樹

## 所在地
- 千葉県白井市折立266